# Wereldbeker schaatsen 2019/2020 - Wereldbeker 2
De Wereldbeker schaatsen 2019/2020 Wereldbeker 2 was de tweede wedstrijd van het wereldbekerseizoen die van 22 tot en met 24 november 2019 plaatsvond in de Arena Lodowa in Tomaszów Mazowiecki, Polen. De 1000 meter stond dit keer niet op het programma.

## Tijdschema
| Datum                | Tijd (CET) | Onderdeel                                                                  |
| -------------------- | ---------- | -------------------------------------------------------------------------- |
| Vrijdag 22 november  | 16:00      | teamsprint vrouwen teamsprint mannen 3000 m vrouwen 5000 m mannen          |
| Zaterdag 23 november | 15:00      | 500 m vrouwen 1500 m mannen ploegenachtervolging vrouwen massastart mannen |
| Zondag 24 november   | 15:00      | 500 m mannen 1500 m vrouwen ploegenachtervolging mannen massastart vrouwen |

## Podia

### Mannen
| Wedstrijd            | Goud                                                 | Tijd              | Zilver                                                   | Tijd              | Brons                                                           | Tijd              |
| 500 m                | Tatsuya Shinhama Japan                               | 34,73(2)          | Yuma Murakami Japan                                      | 34,73(4)          | Laurent Dubreuil Canada                                         | 34,97             |
| 1500 m               | Thomas Krol Nederland                                | 1.45,76           | Kjeld Nuis Nederland                                     | 1.45,96           | Denis Joeskov Rusland                                           | 1.46,28           |
| 5000 m               | Patrick Roest Nederland                              | 6.19,38           | Danila Semerikov Rusland                                 | 6.20,46           | Denis Joeskov Rusland                                           | 6.24,30           |
| Massastart           | Joey Mantia Verenigde Staten                         | 60 punten 7.45,10 | Jorrit Bergsma Nederland                                 | 40 punten 7.45,31 | Arjan Stroetinga Nederland                                      | 20 punten 7.45,37 |
| Teamsprint           | Nederland Thomas Krol Ronald Mulder Kjeld Nuis       | 1.20,06           | China Lian Ziwen Ning Zhongyan Wang Shiwei               | 1.20,84           | Canada Laurent Dubreuil Gilmore Junio David La Rue              | 1.20,96           |
| Ploegenachtervolging | Nederland Marcel Bosker Patrick Roest Douwe de Vries | 3.45,68           | Japan Seitaro Ichinohe Ryosuke Tsuchiya Shane Williamson | 3.46,72           | Rusland Aleksandr Roemjantsev Danila Semerikov Roeslan Zacharov | 3.47,28           |

### Vrouwen
| Wedstrijd            | Goud                                                            | Tijd              | Zilver                                                      | Tijd              | Brons                                                    | Tijd              |
| 500 m                | Nao Kodaira Japan                                               | 37,77             | Olga Fatkoelina Rusland                                     | 37,97             | Daria Katsjanova Rusland                                 | 38,08             |
| 1500 m               | Ireen Wüst Nederland                                            | 1.56,62           | Miho Takagi Japan                                           | 1.57,17           | Jevgenia Lalenkova Rusland                               | 1.57,28           |
| 3000 m               | Martina Sáblíková Tsjechië                                      | 4.06,13           | Carlijn Achtereekte Nederland                               | 4.06,28           | Natalja Voronina Rusland                                 | 4.06,61           |
| Massastart           | Irene Schouten Nederland                                        | 61 punten 9.03,26 | Ivanie Blondin Canada                                       | 42 punten 9.03,41 | Nana Takagi Japan                                        | 20 punten 9.03,43 |
| Teamsprint           | Rusland Olga Fatkoelina Daria Katsjanova Angelina Golikova      | 1.27,65           | Nederland Michelle de Jong Jutta Leerdam Sanneke de Neeling | 1.29,34           | Japan Arisa Go Konami Soga Maki Tsuji                    | 1.29,65           |
| Ploegenachtervolging | Rusland Jelizaveta Kazelina Jevgenia Lalenkova Natalja Voronina | 3.02,76           | Nederland Antoinette de Jong Melissa Wijfje Ireen Wüst      | 3.02,88           | Canada Ivanie Blondin Valérie Maltais Isabelle Weidemann | 3.03,72           |